# Station Brussels Airport-Zaventem
Station Brussels Airport-Zaventem (vroeger: Station Brussel-Nationaal-Luchthaven) is een station aan spoorlijn 36C in de gemeente Zaventem. Het station bedient de nationale luchthaven van Zaventem.
Met ruim 10.000 reizigers op een weekdag stond het station op de 15e plaats in de ranglijst van drukste stations in België in 2022.

## Geschiedenis
Het station werd geopend in 1958 onder het toenmalige luchthavengebouw. Het toenmalige station werd aangelegd langs een in 1943 gebouwde spoorlijn van Melsbroek naar het op spoorlijn 36 gelegen station Zaventem richting Brussel.
Met de opening van een nieuwe vertrekhal in 1994 werd in 1998 een nieuw, ondergronds spoorwegstation geopend onder de huidige vertrekhal. De reizigers komen aan op niveau -1 en kunnen enkele niveaus hoger direct inchecken. Het station beschikt over drie perronsporen, waarvan een eilandperron in de richting Mechelen. De loketten zijn geopend van 6.15 tot 22.45 uur. 
In 2005 werd er een verbindingsboog naar het station Nossegem op spoorlijn 36 aangelegd. Hierdoor kunnen treinen rechtstreeks vanuit de Luchthaven naar Leuven rijden.
Na de aanslagen op de luchthaven op 22 maart 2016 werd het station tijdelijk gesloten. Een maand later opende het oude station tijdelijk ter vervanging, omdat de vertrekhal, die bereikbaar is via het nieuwe station, nog niet beschikbaar was voor reizigers. Met de heropening veranderde het station ook van naam. De oude naam "Brussel-Nationaal-Luchthaven" werd vervangen door "Brussels Airport-Zaventem".
Na de aanslagen op Brussels Airport van 22 maart 2016 bevond de toegang tot het treinstation zich tijdelijk gelijkvloers in plaats van op verdieping 1, net voorbij het busstation. Deze situatie werd aangehouden tot de nodige herstelwerkzaamheden op de luchthaven waren afgerond.
Op 8 juni ging het nieuwere station opnieuw open.

### Diaboloproject
In het kader van het Diaboloproject om de luchthaven beter te ontsluiten naar het noorden van het land, werd een nieuwe spoorlijn aangelegd, spoorlijn 25N. Deze sluit aan op het huidige station via een tunnel. Hierdoor werd het station sinds 10 juni 2012 niet langer een kopstation en werd het mogelijk om rechtstreeks van Mechelen naar de luchthaven te sporen. Eerder was hiervoor een (tijdrovende) omweg langs Brussel-Noord nodig. Tegelijk met de uitbouw van Diabolo werd het station gerenoveerd en uitgebreid.
Zowel vanuit de Brusselse Noord-Zuidverbinding als vanuit de oostelijke ringlijn (Spoorlijn 26) is het station bereikbaar vanuit het noorden en het zuiden. Alle treindiensten die het station als eind- en startbestemming hebben rijden het station door in een lus. Hierdoor hoeft geen enkele trein meer te keren in het station. De 'keerlus' wordt bij voorkeur in de tegenwijzerzin (station Zaventem / luchthaven / Diabolosporen) bereden zodat dan het eilandperron gebruikt wordt. Hierdoor is er een uitwijkmogelijkheid wanneer een perronspoor langer bezet wordt door een treindienststoring.
De investeringen worden onder meer gefinancierd door een bijdrage van elke reiziger, specifiek voor personen die hun reis aanvatten of beëindigen in het Station Brussels Airport-Zaventem. De oorspronkelijke heffing bedroeg € 3,80 per reiziger, in april 2022 was dit door indexatie en prijsstijgingen opgelopen tot € 5,70 per reiziger. Om de betaling van de toeslag af te dwingen zijn uitgangspoorten geïnstalleerd.

## Treindienst
| Serie      | Treinsoort                    | Route | Bijzonderheden                                      |
| ---------- | ----------------------------- | --- | --------------------------------------------------- |
| IC 06      | Intercity (NMBS)              | Brussels Airport-Zaventem – Brussel-Zuid – Doornik |                                                     |
| IC 06A     | Intercity (NMBS)              | Brussels Airport-Zaventem – Brussel-Zuid – Bergen |                                                     |
| IC 08      | Intercity (NMBS)              | Antwerpen-Centraal – Mechelen – Brussels Airport-Zaventem – Hasselt                                                                                      |                                                     |
| IC 17      | Intercity (NMBS)              | Brussels Airport-Zaventem – Brussel-Luxemburg – Namen – Dinant                                                                                           | Rijdt in het weekend tussen Brussel-Zuid en Dinant. |
| IC 23      | Intercity (NMBS)              | Brussels Airport-Zaventem – Brussel-Zuid – Kortrijk – Brugge – Oostende                                                                                  | Stopt in het weekend bijkomend in Munkzwalm.        |
| IC 23A     | Intercity (NMBS)              | Brussels Airport-Zaventem – Brussel-Zuid – Gent-Sint-Pieters – Brugge – Knokke                                                                           |                                                     |
| IC 29      | Intercity (NMBS)              | [ De Panne – ] Gent-Sint-Pieters – Aalst – Brussel-Zuid – Brussels Airport-Zaventem – Leuven – Landen                                                    | Rijdt in het weekend De Panne - Brussel-Noord.      |
| 9200 IC 35 | EuroCity, Beneluxtrein (NMBS) | Rotterdam Centraal – Breda – Noorderkempen – Antwerpen-Centraal – Mechelen – Brussels Airport-Zaventem – Brussel-Noord – Brussel-Centraal – Brussel-Zuid | Via HSL Schiphol - Antwerpen.                       |
| S 19       | GEN (NMBS)                    | [ Leuven – ] Brussels Airport-Zaventem – Brussel-Luxemburg – Eigenbrakel – Nijvel – Charleroi-Centraal                                                   | Rijdt in het weekend tussen Leuven en Nijvel.       |

### Voormalige treindienst
Van oktober 2011 tot 2015 werd het station bediend door een hogesnelheidstrein, de Thalys naar Parijs.
Infrabel, de Belgische spoorwegbeheerder voerde in het verleden gesprekken met Thalys International over het invoeren van verschillende Thalys-verbindingen met de luchthaven. In 2003 was er een verbinding met de luchthaven, die was bedoeld om Franse passagiers aan te trekken voor de Afrika-vluchten van SN Brussels Airlines. In een eerste fase maakte de trein van de bestaande verbinding met de luchthaven, na de ingebruikname van het Diabolo-project was ook een rechtstreekse verbinding met Keulen een optie. Van 2011 tot 2015 was er een dagelijkse verbinding tussen Parijs en de luchthaven, waarbij zowel Brussels Airlines als Jet Airways gecombineerde tickets verkochten van hun vluchten inclusief de verbinding tot Paris Gare du Nord. In 2015 werd deze verbinding stopgezet wegens te weinig reizigers. Het traject naar Keulen is er niet gekomen.

## Galerij

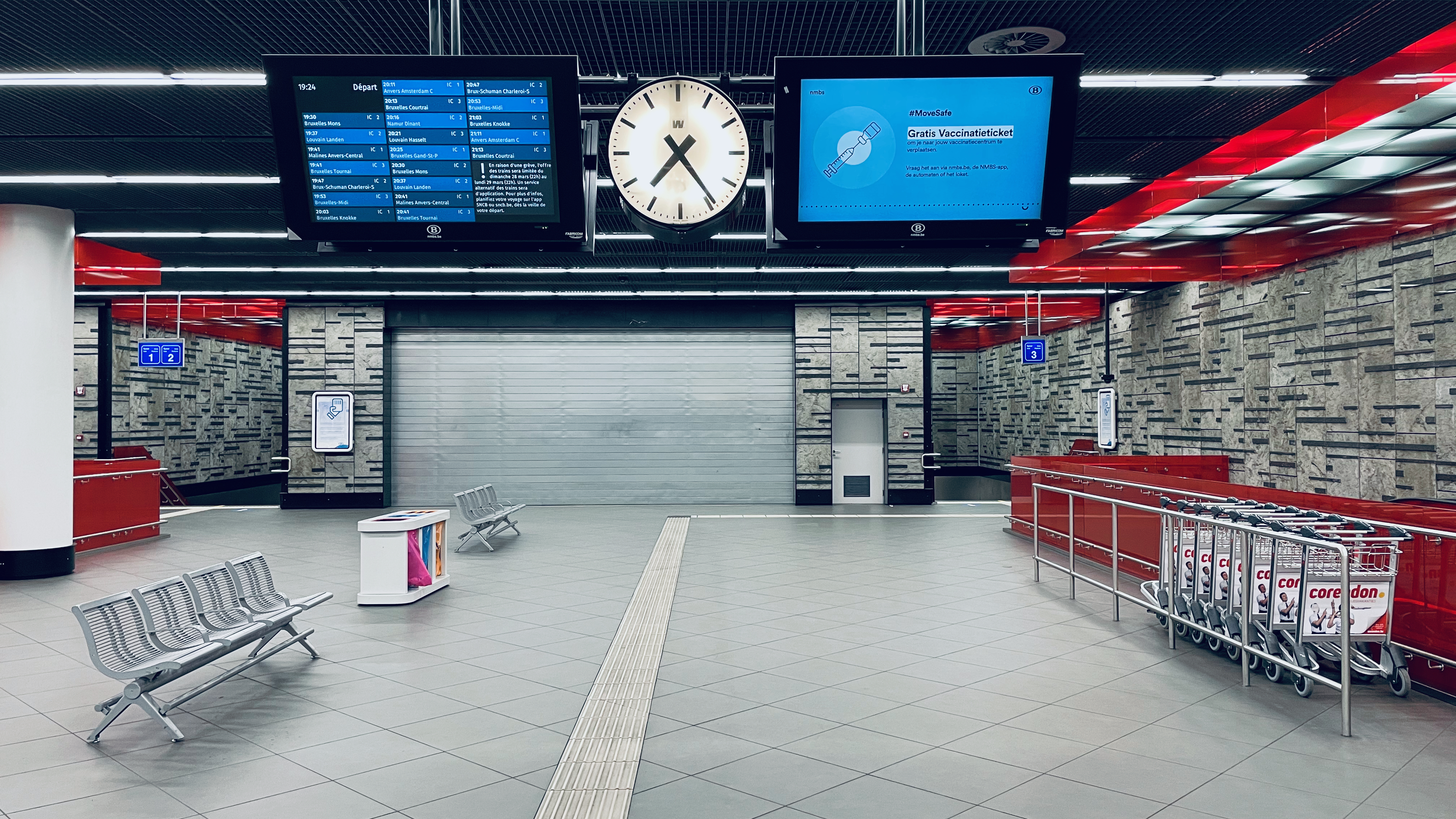
De hal
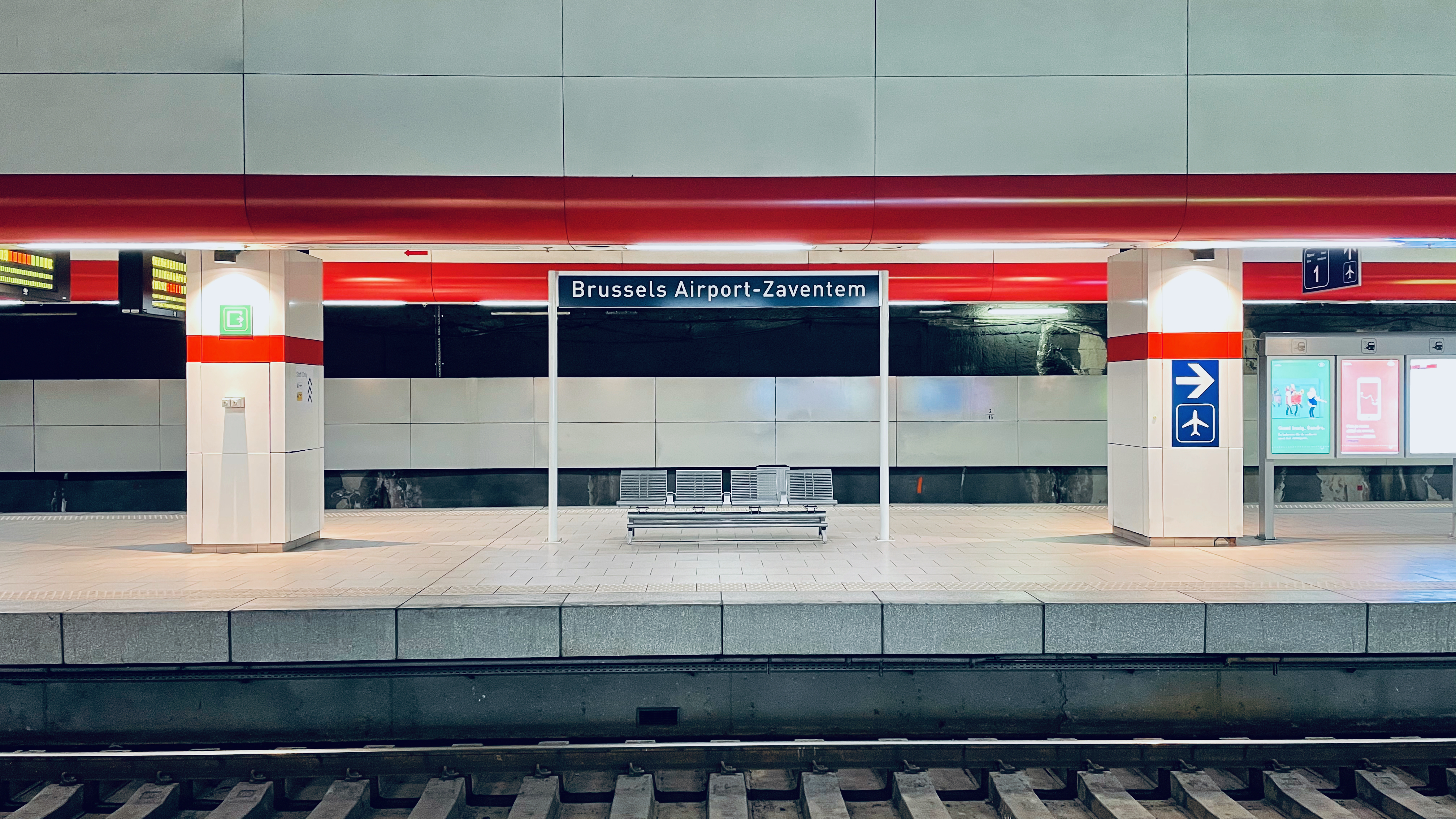
Plaatsnaambord
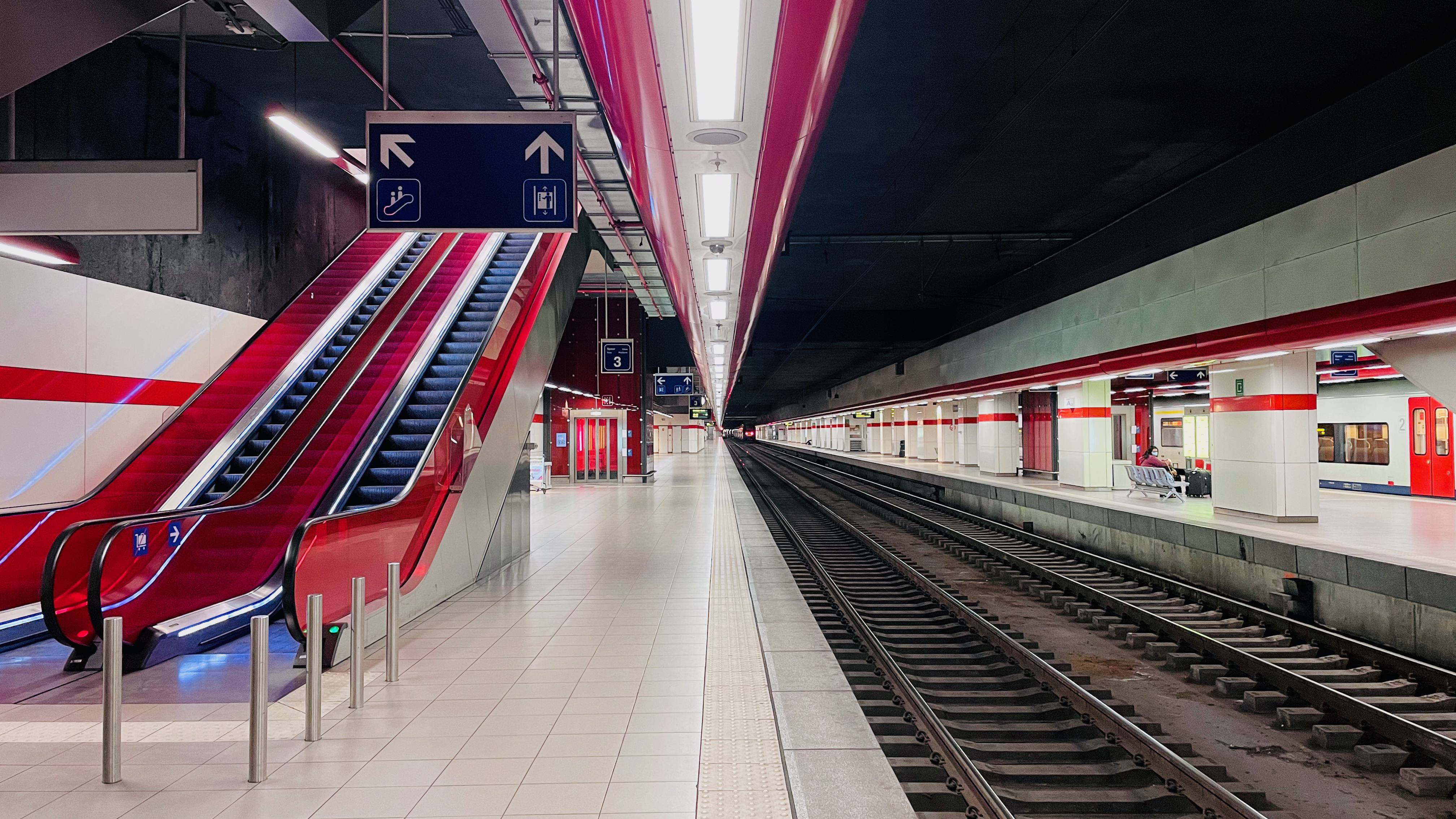
Een perron
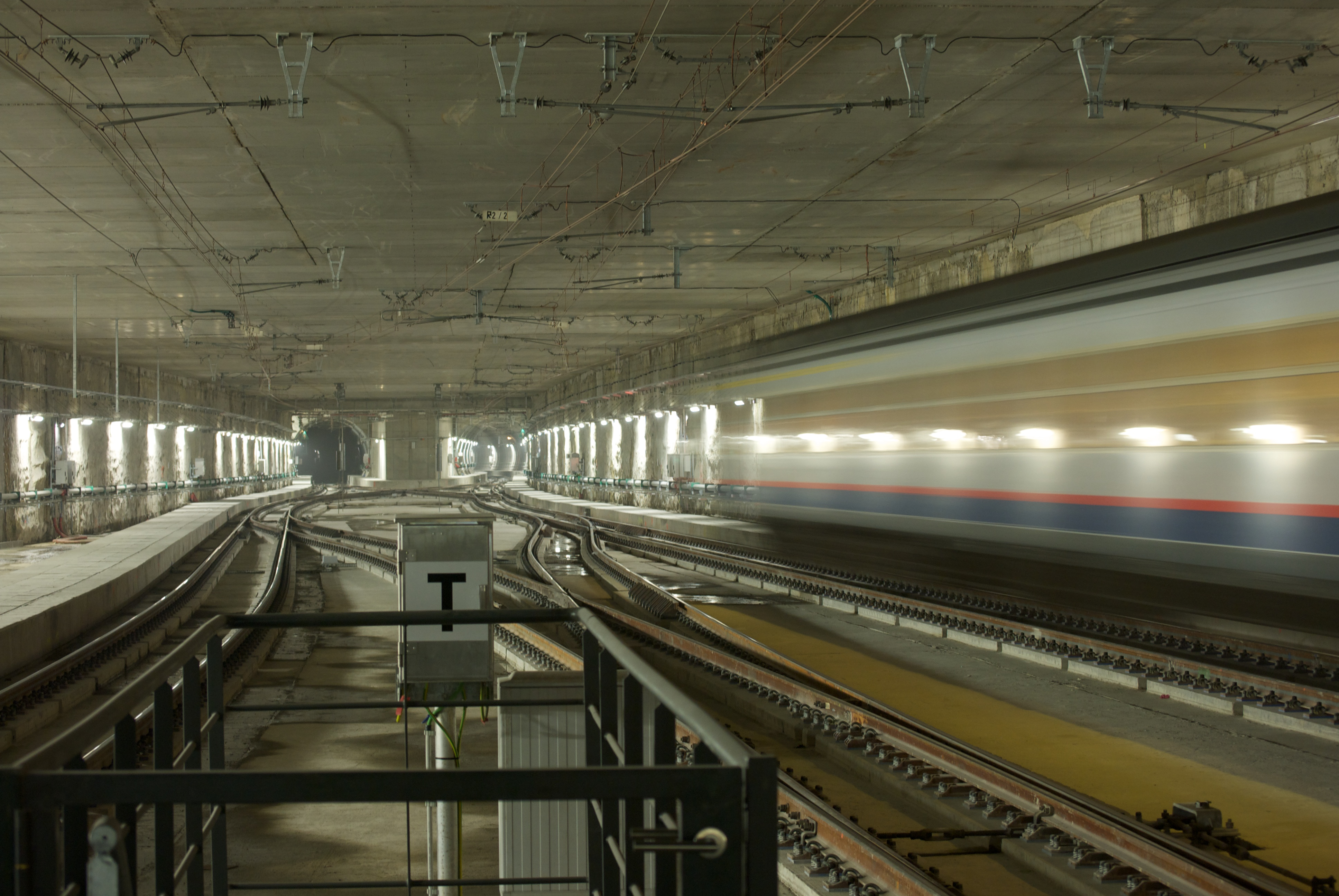
Diabolotunnel gezien vanaf het perron van het station

## Reizigerstellingen
De grafiek en tabel geven het gemiddeld aantal instappende reizigers weer op een week-, zater- en zondag.
| Tabel: aantal instappende reizigers station Brussels Airport-Zaventem | Tabel: aantal instappende reizigers station Brussels Airport-Zaventem | Tabel: aantal instappende reizigers station Brussels Airport-Zaventem | Tabel: aantal instappende reizigers station Brussels Airport-Zaventem |
|                                                                       | Weekdag                                                               | Zaterdag                                                              | Zondag                                                                |
| --------------------------------------------------------------------- | --------------------------------------------------------------------- | --------------------------------------------------------------------- | --------------------------------------------------------------------- |
| 1977                                                                  | 1 424                                                                 | 823                                                                   | 1 013                                                                 |
| 1978                                                                  | 1 400                                                                 | 779                                                                   | 707                                                                   |
| 1979                                                                  | 1 608                                                                 | 776                                                                   | 922                                                                   |
| 1980                                                                  | 1 524                                                                 | 804                                                                   | 1 035                                                                 |
| 1981                                                                  | 1 709                                                                 | 1 165                                                                 | 1 034                                                                 |
| 1982                                                                  | 1 740                                                                 | 1 307                                                                 | 1 632                                                                 |
| 1983                                                                  | 1 471                                                                 | 992                                                                   | 1 079                                                                 |
| 1984                                                                  | 1 695                                                                 | 1 199                                                                 | 1 286                                                                 |
| 1985                                                                  | 2 180                                                                 | 1 556                                                                 | 2 028                                                                 |
| 1986                                                                  | 1 766                                                                 | 1 279                                                                 | 1 283                                                                 |
| 1987                                                                  | 2 002                                                                 | 1 330                                                                 | 1 367                                                                 |
| 1988                                                                  | 1 861                                                                 | 1 503                                                                 | 1 426                                                                 |
| 1989                                                                  | 2 562                                                                 | 1 788                                                                 | 1 701                                                                 |
| 1990                                                                  | 2 551                                                                 | 1 990                                                                 | 1 907                                                                 |
| 1991                                                                  | 2 837                                                                 | 1 772                                                                 | 1 925                                                                 |
| 1992                                                                  | 3 035                                                                 | 1 897                                                                 | 2 044                                                                 |
| 1993                                                                  | 3 047                                                                 | 2 046                                                                 | 1 911                                                                 |
| 1994                                                                  | 2 932                                                                 | 2 123                                                                 | 2 449                                                                 |
| 1995                                                                  | 3 181                                                                 | 2 542                                                                 | 2 602                                                                 |
| 1996                                                                  | 2 911                                                                 | 2 909                                                                 | 2 225                                                                 |
| 1997                                                                  | 3 372                                                                 | 2 795                                                                 | 2 700                                                                 |
| 1998                                                                  | 3 883                                                                 | 2 961                                                                 | 3 468                                                                 |
| 1999                                                                  | 4 659                                                                 | 3 351                                                                 | 3 741                                                                 |
| 2000                                                                  | 5 940                                                                 | 4 262                                                                 | 4 156                                                                 |
| 2001                                                                  | 4 705                                                                 | 3 398                                                                 | 4 093                                                                 |
| 2002                                                                  | 5 072                                                                 | 3 200                                                                 | 3 768                                                                 |
| 2003                                                                  | 4 899                                                                 | 3 768                                                                 | 3 697                                                                 |
| 2004                                                                  | 4 633                                                                 | 3 595                                                                 | 3 830                                                                 |
| 2005                                                                  | 4 957                                                                 | 3 706                                                                 | 4 295                                                                 |
| 2006                                                                  | 5 009                                                                 | 3 358                                                                 | 4 206                                                                 |
| 2007                                                                  | 5 663                                                                 | 3 608                                                                 | 4 782                                                                 |
| 2008                                                                  | -                                                                     | -                                                                     | -                                                                     |
| 2009                                                                  | 5 395                                                                 | 3 754                                                                 | 4 436                                                                 |
| 2010                                                                  | -                                                                     | -                                                                     | -                                                                     |
| 2011                                                                  | -                                                                     | -                                                                     | -                                                                     |
| 2012                                                                  | 6 250                                                                 | 3 323                                                                 | 4 506                                                                 |
| 2013                                                                  | 5 988                                                                 | 3 856                                                                 | 4 566                                                                 |
| 2014                                                                  | 6 934                                                                 | 4 034                                                                 | 4 655                                                                 |
| 2015                                                                  | 7 983                                                                 | 5 221                                                                 | 5 937                                                                 |
| 2016                                                                  | 8 132                                                                 | 4 615                                                                 | 5 142                                                                 |
| 2017                                                                  | 8 181                                                                 | 5 197                                                                 | 5 706                                                                 |
| 2018                                                                  | 9 403                                                                 | 5 637                                                                 | 6 048                                                                 |
| 2019                                                                  | 10 751                                                                | 6 386                                                                 | 7 456                                                                 |
| 2020                                                                  | 2 240                                                                 | 1 354                                                                 | 1 187                                                                 |
| 2021                                                                  | -                                                                     | -                                                                     | -                                                                     |
| 2022                                                                  | 9 087                                                                 | 6 176                                                                 | 6 101                                                                 |
| 2023                                                                  | 9 944                                                                 | 8 131                                                                 | 7 654                                                                 |
| 2024                                                                  | 10 774                                                                | 6945                                                                  | 6764                                                                  |